# Quercus fenchengensis
Quercus fenchengensis là một loài thực vật có hoa trong họ Cử. Loài này được H.Wei Jen & L.M. Wang miêu tả khoa học đầu tiên năm 1984.